# Ricciotti Garibaldi
Ricciotti Garibaldi (Montevideo, Uruguay, 24 de febrero de 1847-Roma, 17 de julio de 1924) fue un general italiano de origen uruguayo. Hijo de Giuseppe Garibaldi y la brasileña Anita Garibaldi.

## Biografía
Su infancia transcurrió en Niza, la isla de Caprera —comprada por su padre— e Inglaterra. Su nombre vino dado por la admiración de Garibaldi por Nicola Ricciotti, patriota italiano fusilado por preparar una campaña militar contra la Italia dependiente y absolutista.
Combatió en la batalla de Bezeca (1866), de Mentana (1867) y en la guerra franco-prusiana, estuvo en Vosgi, donde ocupó Châtillon y comandó la 4.ª Brigada de voluntarios garibaldianos que conquistaron en Poully la bandera del 61.er Regimiento alemán de Pomerania, la única bandera prusiana quitada durante la guerra. Contrajo matrimonio con la inglesa Constance Hopcraft con la que creó una empresa comercial en América y Australia, acabada en desastre. Fue diputado de 1887 a 1890. En 1897 estuvo al mando de un cuerpo del ejército de Camisas Rojas, combatiendo en la defensa de Grecia contra el Imperio otomano. Se dice que en 1900, durante la guerra de los Bóeres, puso su espada a disposición del Gobierno británico. Su oferta fue rechazada.
Su precaria salud debida a su avanzada edad le impidió participar en la Primera Guerra Mundial. Posteriormente se adhirió al naciente fascismo. Con Constance Hopcraft tuvo siete hijos:
- Peppino Garibaldi (1879-1950), combatió en Grecia, Sudáfrica en contra de los bóeres, en Venezuela contra Cipriano Castro y en México contra Porfirio Díaz.[4][5]
- Ricciotti Garibaldi Jr (Roma, 1881-1951) que combatió en Argonne en la Primera Guerra Mundial y traicionó a Francesc Macià en el complot de Prats de Molló.[6]
- Menotti Garibaldi Jr (1884-Sri Lanka, 1934).
- Sante Garibaldi (1888-1946).
- Bruno Garibaldi (1889-Argonne, 1914).
- Costante Garibaldi (Roma, 1892-Argonne, 1915).
- Ezio Garibaldi (1894-1969) combatió en Argonne y en Alpi, y apoyó al fascismo hasta 1940.
- Anita Italia (1878-Roma, 1962).

Ricciotti Garibaldi murió en Riofreddo en 1924.